# Поверхность Бовиля
Поверхность Бовиля — это одна из поверхностей общего типа, которые ввёл Арно Бовиль. Они являются примерами «ложных квадрик» с теми же самыми числами Бетти, что и у поверхностей второго порядка.

## Построение
Пусть C1 и C2 — гладкие кривые типа g1 и g2.
Пусть G — конечная группа, действующая на C1 и C2, такая, что
- G имеет порядок {\displaystyle (g_{1}-1)(g_{2}-1)}
- Никакой нетривиальный элемент группы G не имеет фиксированную точку как в C1, так и в C2
- C1/G и C2/G рациональны.

Тогда фактормногообразие {\displaystyle (C_{1}\times C_{2})/G} является поверхностью Бовиля.
В качестве примера можно взять в качестве C1 и C2 копии поверхности пятого порядка {\displaystyle X^{5}+Y^{5}+Z^{5}=0} (с родом 6), а в качестве группы G — элементарную абелеву группу порядка 25 с соответствующими действиями на двух кривых.

## Инварианты
Ромб Ходжа:
|   |   | 1 |   |   |
|   | 0 |   | 0 |   |
| 0 |   | 2 |   | 0 |
|   | 0 |   | 0 |   |
|   |   | 1 |   |   |